# Tomopeas ravus
A Tomopeas ravus az emlősök (Mammalia) osztályának a denevérek (Chiroptera) rendjéhez, ezen belül a kis denevérek (Microchiroptera) alrendjéhez és a szelindekdenevérek (Molossidae) családjához tartozó faj.
A Tomopeatinae alcsalád és a Tomopeas nem egyetlen faja.

## Előfordulása
A Tomopeas ravus Nyugat-Peru endemikus denevérfaja. Az élőhely elvesztése veszélyezteti ezt a denevért.
A tengerszint fölötti 1000 méter magasságig megtalálható. A félig száraz, barlangos élőhelyeket kedveli. Csak 10 helyen találtak Tomopeas ravus állományt.

## Rendszertani besorolása
A Tomopeas ravus rendszertani besorolása mindig gondot okozott, mivel a tudósok egy része a simaorrú denevérek (Vespertilionidae) családjába, míg másik része a szelindekdenevérek családjába helyezték ezt a denevérfajt. Manapság mindenki által elfogadott, hogy a Tomopeas ravus a szelindekdenevérek családjába tartozó Tomopeatinae alcsalád egyetlen tagja.

## Szaporodása
A nősténynek csak egy kölyke van. A kölyökre májustól szeptemberig ügyel.

### Fordítás
- Ez a szócikk részben vagy egészben  a   Blunt-eared Bat című angol Wikipédia-szócikk fordításán alapul.  Az eredeti cikk szerkesztőit annak laptörténete sorolja fel. Ez a jelzés csupán a megfogalmazás eredetét és a szerzői jogokat jelzi, nem szolgál a cikkben szereplő információk forrásmegjelöléseként.